# Southport (pueblo)
Southport es un pueblo ubicado en el condado de Chemung en el estado estadounidense de Nueva York. En el año 2000 tenía una población de 11,185 habitantes y una densidad poblacional de 92.8 personas por km².

## Geografía
Southport se encuentra ubicado en las coordenadas 42°3′9″N 76°50′30″O / 42.05250, -76.84167.

## Demografía
Según la Oficina del Censo en 2000 los ingresos medios por hogar en la localidad eran de $38,580, y los ingresos medios por familia eran $44,232. Los hombres tenían unos ingresos medios de $32,144 frente a los $24,410 para las mujeres. La renta per cápita para la localidad era de $18,454. Alrededor del 11.7% de la población estaban por debajo del umbral de pobreza.